# Robert Random
Robert Random anche conosciuto come Bob Random (Chilliwack, 29 gennaio 1943) è un attore canadese di cinema e televisione, prevalentemente in ruoli da caratterista in molti film e serie televisive negli anni sessanta.

## Biografia
In televisione ha recitato in ruoli drammatici, come ne il Dottor Kildare, Mr. Novak, Ben Casey e Lassie, o serie western, come Gunsmoke, Il virginiano, Iron Horse e La leggenda di Jesse James. Ha anche recitato in commedie, tra cui The Dick Van Dyke Show e Gidget (in un ruolo ricorrente come l'amico di Gidget Mark). 
È apparso in Questa ragazza è di tutti (1966) e Tick... tick... tick... esplode la violenza (1970) e Mosby's Marauders (1967), in cui interpretava il ruolo di Lomax. Successivamente lo ha ripetuto in The Wonderful World of Disney con il titolo Willie and the Yank. Le sue ultime apparizioni sono state in un episodio di Get Christie Love, e nei panni del motociclista Reaper nel secondo e terzo film di The Danger Zone, subentrando a Robert Canada, che interpretava il personaggio nella serie originale. 
Ha interpretato John Dale nel lungometraggio incompiuto di Orson Welles, The Other Side of the Wind, che è stato finalmente pubblicato nel 2018. Ha lavorato anche con John Huston, Peter Bogdanovich e Dennis Hopper. 

## Vita privata
Random ha divorziato da Ida Random, candidata all'Oscar nel 1988 per la migliore decorazione artistica per il film Rain Man. Attualmente risiede vicino a Qualicum Beach, Columbia Britannica.

## Filmografia

### Cinema
- Village of the Giants, regia di Bert I. Gordon (1965)
- Questa ragazza è di tutti (This Property Is Condemned), regia di Sydney Pollack (1966)
- Mosby's Marauders, regia di Michael O'Herlihy (1967)
- A Time for Dying, regia di Budd Boetticher (1969)
- Tick... tick... tick... esplode la violenza (...tick...tick...tick...), regia di Ralph Nelson (1970)
- Viaggiatore nel tempo (Time Walker), regia di Tom Kennedy (1982)
- Zona pericolosa 2 (Danger Zone II: Reaper's Revenge), regia di Geoffrey G. Bowers (1989)
- L'altra faccia del vento (The Other Side of the Wind), regia di Orson Welles (2018)

### Televisione
- Il dottor Kildare (Dr. Kildare) – serie TV, episodio 4x05 (1961-1966)
- Mr. Novak – serie TV, 5 episodi (1963-1965)
- Ben Casey – serie TV, 2 episodi (1961-1966)
- Lassie – serie TV, 2 episodi (1964-1965)
- Gidget – serie TV, 2 episodi (1965-1966)
- Branded – serie TV, episodio 1x02 (1965)
- La leggenda di Jesse James (The Legend of Jesse James) – serie TV, episodio 1x01 (1965)
- A Man Called Shenandoah – serie TV, episodio 1x15 (1965)
- Il virginiano (The Virginian) – serie TV, 2 episodi (1965-1968)
- Iron Horse – serie TV,  48 episodi (1966-1968)
- Scapolock, regia di James Goldstone – film TV (1966)
- Gunsmoke – serie TV, 7 episodi (1965-1971)
- Cimarron Strip – serie TV, episodio 1x16 (1968)
- Il solitario del west (The Bull of the West), regia di Jerry Hopper e Paul Stanley – film TV (1971)
- Get Christie Love! – serie TV, episodio 1x21 (1975)